# Croceferarius

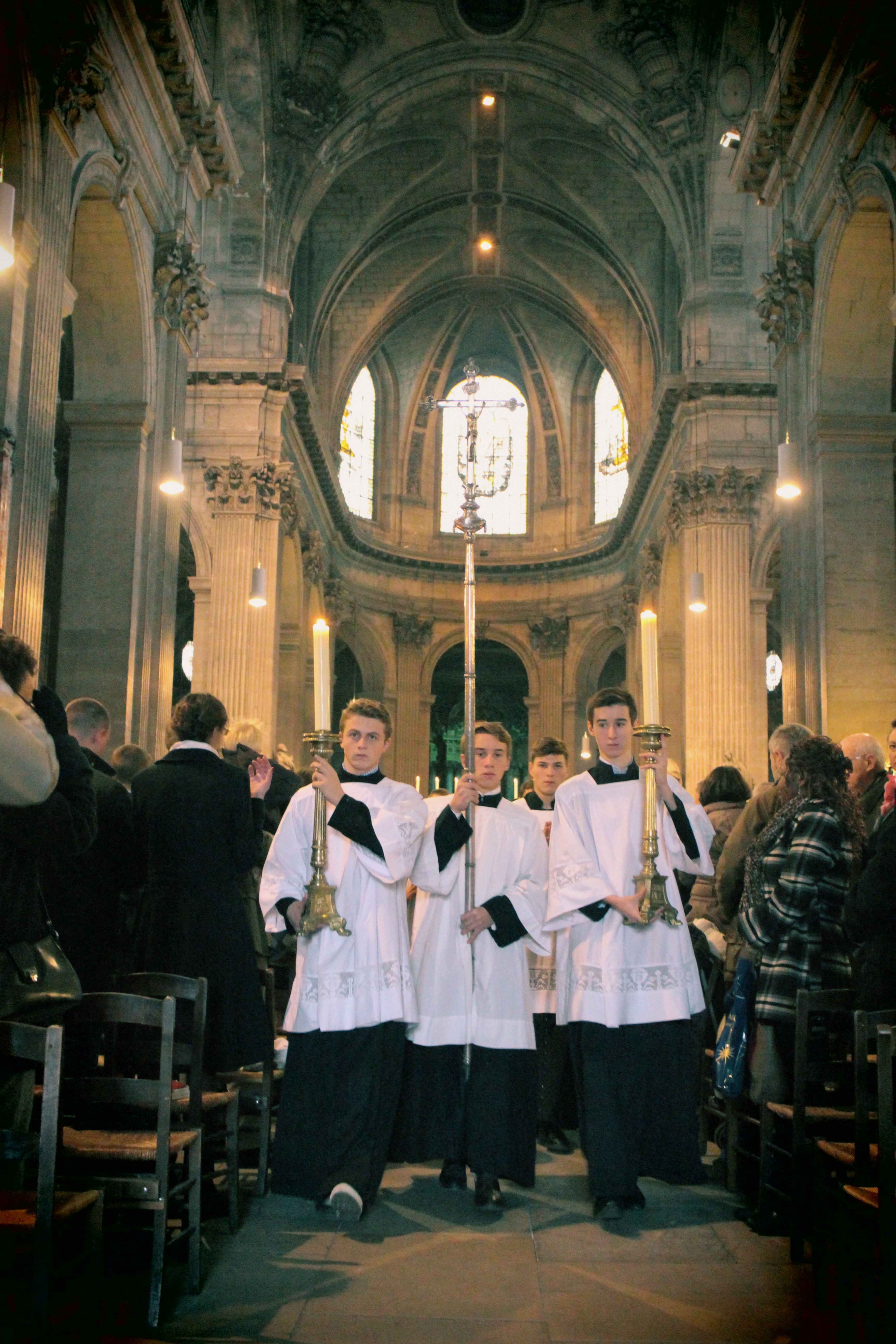
Een croceferarius met twee ceroferaen

De Croceferarius of Croceferar (van Lat. crux „kruis“ en ferre „dragen“) is in de katholieke liturgie een misdienaar, die een processiekruis draagt.
Croceferaren bevinden zich tijdens de in- en uittocht in de Mis achter de thuriferarius die het wierookvat draagt. In de regel gaat hij gepaard met twee of meer ceroferaen die kandelaars dragen.
De croceferar dient het kruis hoog te dragen zodat de gelovigen Jezus op het kruis kunnen groeten. Dit gebeurt meestal met een kruisteken.
In Engelstalige landen is het gebruikelijk dat de croceferar witte handschoenen draagt ten teken van eerbied.
In hoogmissen met een bisschop dient de kant met het corpus naar achteren gekeerd te zijn naar het gezicht van de bisschop die achteraan de stoet loopt.
De croceferarius is de enige misdienaar die géén kniebuiging hoeft te maken voor het altaar. Hij brengt het processiekruis naar de standplaats en dient daarná pas een kniebuiging te maken richting het Allerheiligste eer hij naar zijn zitplaats gaat.
In de meeste gevallen is het de croceferarius die de altaarschel onder zijn hoede neemt tijdens de consecratie, echter in een Tridentijnse mis is dit de taak van acoliet 1 en heeft de croceferarius tijdens de liturgie, buiten het dragen van het processiekruis, weinig tot geen taken. 
Bij de uittocht geldt ook de regel dat de croceferarius niet hoeft te knielen bij het verlaten van het altaar. Hierbij geldt meestal dat hij voorop loopt, gezien het wierookvat hierbij niet meer gebruikt wordt.